# City of Stars
City of Stars – singel napisany przez Justina Hurwitza, Benja Paska i Justina Paula oraz nagrany przez Ryana Goslinga i Emmę Stone na potrzeby ścieżki dźwiękowej do filmu La La Land z 2016.
Utwór zapewnił twórcom Oscara za najlepszą piosenkę oryginalną, Złoty Glob za najlepszą piosenkę i Satelitę dla najlepszej piosenki.
Singel dotarł do pierwszego miejsca Billboard Japan Hot 100 i listy przebojów w Hongkongu.